# Brucunta
Brucunta (en griego Βρυκοῦς) era, en la Antigüedad, una de las ciudades de la isla de Cárpatos, en Grecia. A partir de las inscripciones halladas, parece que se encontraba en el extremo norte de la isla, en el actual cabo de Brucunta, donde se han encontrado inscripciones, una necrópolis y restos de  edificios de época antigua y helenística.
De acuerdo con un decreto de Brucunta, en la isla se celebraban juegos dedicados a Asclepio, en los que competían las cuatro ciudades de la isla. Se cree que la ciudad fue abandonada en el siglo VII a causa de las incursiones musulmanas o porque fue destruida por un terremoto.
La inscripción más conocida que se ha encontrado es un decreto dedicada al médico de Samos Monócrito de Metrodro, que había ejercido la medicina en Brucunta durante veinte años. Según el decreto Monócrito fue reconocido con un elogio público y una corona; le concedieron a él y  a sus descendientes el derecho a inscribirse en el demo de su elección, permiso para participar en los ritos y las fiestas sagradas de la ciudad y finalmente, se inscribió el decreto en una estela de mármol para colocarla en el perímetro del templo de Posidón.